# 다원론
다원론(多元論)은 세계나 사상(事象)을 많은 근원적인 원리로 설명하는 견해이다. 그리스에도 엠페도클레스, 아낙사고라스 등의 다원론이 있었으나 근세에 와서는 라이프니츠가 대표자이다. 그는 세계가 다원적인 모나드(單子)로 성립한다고 했다.
존재자는 부동이라고 주장한 파르메니데스 이후에 세계의 원질을 살아 있는 하나의 물질로 설명하려는 소박한 시도(일원론)는 운동의 원인을 질료 외부에서 찾는 시도로 대체되었다. 고대 그리스의 다원론자로는 엠페도클레스, 아낙사고라스, 레우키포스, 데모크리토스가 있다.
엠페도클레스는 만물은 흙, 바람, 물, 불의 4개 원소로 구성되어 있고, 불생(不生)·불멸(不滅)인 모든 것은 사랑에 의하여 결합되고 미움에 의하여 분리된다고 보았다. 아낙사고라스는 모든 것은 생기지도 멸하지도 않으며 있는 것은 오로지 혼합(混合)과 분리(分離)될 뿐이며, 혼합하여 되는 것에는 갖가지 스페르마타(Spermata, 종자)가 포함되어 있다고 주장하였다. 누스(nous=지성)는 운동의 원인으로서 무한하여 무엇에도 혼합되지 않고 자기 혼자만으로 운동을 지배한다고 하였다.
레우키포스는 운동을 인정하고, 그 귀결점을 충실한 것과 공허한 것으로 돌렸다. 충실이란 원자(아토몬, atomon=불가분)를 가리키며, 있는 것은 오로지 충실한 것이다. 수는 한 개가 아니고 무한(無限)인데 그 뭉쳐 있는 것이 작기 때문에 보이지 않는 것 뿐이나 이 원자나 운동도 공허가 없으면 있을 수가 없다고 하였다. 데모크리토스는 요소(要素)를 원자(atoma)와 공허(空虛=kenon)라 하였으며, 원자는 형태와 배열 그리고 위치의 차이로 달라지며, 그 원자는 공허 속에서 운동한다고 하였다. 원자와 원자가 합하면 생성이 되고 그들이 분리하면 소멸되며 또한 그들이 접촉되면 작용한다고 주장하였다. 그렇다고 하면 원자에 있어서 최초의 운동은 어떻게 하여 일어날 것인가. 이것이 원자론에 남겨진 과제였다. 그 과제를 둘러싸고 에피쿠로스(Epicouros)와 루크레티우스(Lucretius)가 나오게 되었다.

## 같이 보기
- 일국수법
- 넬슨 굿맨
- 범신론
- 다원주의
- 다원주의 (정치이론)
- 포스트모더니즘
- 종교다원주의